# Федерико II да Монтефелтро
Федерико II Паоло Новело да Монтефелтро (на италиански: Federico Paolo Novello da Montefeltro, * XIV век, Урбино, Графство Урбино; † 1370, пак там) от рода Да Монтефелтро е граф на Урбино (1364 – 1370).

## Произход
Той е единственото дете на Нолфо да Монтефелтро (* 1290, † 1361/1363), граф на Урбино, и на съпругата му Джована. По бащина линия е внук на Федерико I да Монтефелтро, политик, кондотиер, капитан на народа на Форли, Озимо и Йези, граф на Урбино, подест на Пиза, подест на Арецо, генерален капитан на италианските контингенти на имперската армия, имперски викарий на Арецо, а по майчина – на кондотиера Канте Габриели, господар на Губио. 

## Биография
След смъртта на баща си наследява титлата „граф на Урбино“.
През 1360 г. е във война срещу папската армия, водена от Аникино ди Бонгардо . 
През 1369 г. семейство Да Монтефелтро е прогонено от Урбино, а Пандолфо II Малатеста е назначен за негов папски викарий. 
През декември 1375 г. синът му Антонио възстановява наследствената му власт в Урбино. Той е и негов наследник след смъртта му през 1370 г.

## Брак и потомство
∞ 1365 за Теодора Гонзага, дъщеря на Уголино Гонзага, съгосподар на Мантуа, и на втората му съпруга Емилия дела Джерардеска, от която има четири сина и една дъщеря:
- Антонио II да Монтефелтро (* 1348, † 1404), граф на Урбино, господар на Кали, Кантиано и Урбино (1377), господар на Губио (1384), ∞ за Аниезина ди Вико, дъщеря на Джовани ди Вико, префект и господар на Вико, от която има 1 син и 4 дъщери;
- Нолфо да Монтефелтро
- Гуидо да Монтефелтро
- Галасо да Монтефелтро, духовник
- Дъщеря, ∞ за Ферантино Новело Малатеста († 1351)